# クレバススプレー
クレバススプレー (crevasse splay) とは、氾濫原において、自然堤防もしくは人工堤防が決壊した際に形成される河成堆積物を言う。堤防決壊堆積とも呼ぶ。
クレバススプレーを形成する破堤口は、沖積錐と類似したパターンの堆積物を残す。堤防の決壊に際して水路から水が流出するが、水が氾濫原へ広がりエネルギーを失うにつれて堆積物は沈殿を始める。結果として、ブーマー・シーケンスに見られるものと類似した級化成層を持つ堆積層が生じることがある。クレバススプレーにより河川が旧流路から逸れることもあり、この過程を avulsion と呼ぶ。破堤口は、水のエネルギーが最も大きくなる、蛇行部の外側に生じることが最も一般的である。クレバススプレーの規模は、堤防近くでの厚みが 6 m、範囲 2 km に及ぶ大きなものから、1 cm の厚みしかない小さなものまで様々である。